# Lachtan jižní
Lachtan jižní (Arctocephalus tropicalis) je ploutvonožec z čeledi lachtanovití, jehož domovinou jsou jižní oblasti Atlantského a Indického oceánu. Drtivá většina populace se přichází pářit pouze do tří lokalit: na Goughův ostrov, na Ostrovy prince Edvarda a na ostrov Nový Amsterdam. Menší část populace (cca 1–5 %) se páří na několika dalších malých subantarktických ostrůvcích. Druh je spolu s dalšími sedmi lachtany řazen do rodu Arctocephalus. Přesnější fylogenetické vztahy mezi zástupci tohoto rodu zůstávají předmětem vědeckých debat.
Druh má statné tělo hydrodynamického tvaru, které je porostlé hustou srstí. Stejně jako u ostatních ploutvonožců, končetiny byly přeměny v ploutve. Hřbetní část těla je tmavě hnědá, břišní bývá světlejší v souladu s principy protistínu. Samci mívají na hlavě chomáč dlouhých chlupů a na šíji hřívu. Samci měří kolem 1,8 m a váží kolem 130 kg, samice mívají cirka 145 cm a jejich váha se pohybuje v rozmezí zhruba 36–50 kg v závislosti na stupni březosti. Samice vrhá pouze jedno mládě, které má po narození černě zbarvenou srst. Mláďata jsou potravně závislá na lachtanicích dalších 11 měsíců, během kterých jsou krmena tučným mateřským mlékem. Druh je polygynní, na každého samce připadá několik samic.
K hlavním predátorům lachtanů patří kosatky a žraloci. Klíčovou potravu lachtanů jižních představují ryby z čeledi lampovníkovití (Myctophidae), občas potravu doplňují hlavonožci, krilem či jinými druhy ryb. V 19. století byli lachtani jižní loveni takřka k vyhynutí. Populace se sice od té doby zotavila do cca 400 tisíc jedinců, avšak efekt hrdla lahve rapidně snížil genetickou diverzitu populace, která je tak citlivější na environmentální změny a šíření nemocí. Druh akutně nic neohrožuje, pročež Mezinárodní svaz ochrany přírody (IUCN) jej hodnotí jako málo dotčený.

## Vědecká klasifikace
Druh byl poprvé vědecky popsán v roce 1872 britským zoologem Johnem Edwardem Grayem. Gray o druhu psal jako o „Severo-australském mořském medvědovi“ (North-Australian Sea-Bear), kterého pojmenoval Gypsophoca tropicalis. Gray tedy zařadil tento nově popsaný druh do rodu Gypsophoca, který sice byl některými pozdějšími autory akceptován (např. Iredale a Troughton (1934)), avšak moderní taxonomie druh řadí do rodu Arctocephalus, který je však poněkud kontroverzní (viz dále).
V rámci rodu Arctocephalus se rozeznává 8 zástupců, kteří jsou až na lachtana guadelupského rozšířeni na jižní polokouli (lachtan galapážský obývá oblasti kolem rovníku). Fylogenetické vztahy v tomto rodě zůstávají předmětem vědeckých debat. Američtí vědci Annalisa Berta a Morgan Churchill v roce 2011 navrhli, aby rod Arctocephalus nadále zahrnoval pouze lachtana jihoafrického a zbývající lachtani včetně lachtana jižního byli přeřazeni do nově navrženého taxonu, rodu Arctophoca. Toto nové rozdělení sice bylo ještě téhož roku akceptováno taxonomickou komisí při Společnosti pro nauku o mořských savcích (The Society for Marine Mammalogy), nicméně po rozsáhlé studii DNA z roku 2012 se komise rozhodla v roce 2013 své předchozí rozhodnutí zrušit a přeřadit lachtany zpět do Arctocephalus. Komise konstatovala, že je potřeba další výzkum.
K roku 2021 je obecně přijímaný název druhu Arctocephalus tropicalis. Jméno Arctocephalus pochází z řeckých slov arctos („medvěd“) a kephale („hlava“), což by se dalo přeložit jako „medvědí hlava“ či „mající medvědí hlavu“. Tropicalis pochází z řeckého tropicos, čili „tropický“. Toto druhové jméno pochází již o Graye, který svůj první popis založil na kůži, o které se mylně domníval, že pochází ze severní Austrálie, a proto tedy přiřadil nově popsanému lachtanu druhové jméno odkazující k tropům.

## Popis
Lachtani jižní mají tělo hydrodynamického tvaru, které je poměrně mohutné. Zvláště hrudníky a ramena samců jsou výrazně silné a způsobují, že jejich krky působí velmi krátkým dojmem. Na hlavě samců se nachází chomáč dlouhých chlupů a zezadu na šíji mají patrnou hřívu. Jedná se o sekundární pohlavní znaky, které samice i subadultní samci postrádají. Lachtanice mají nejdelší chlupy na hrudníku a krku.

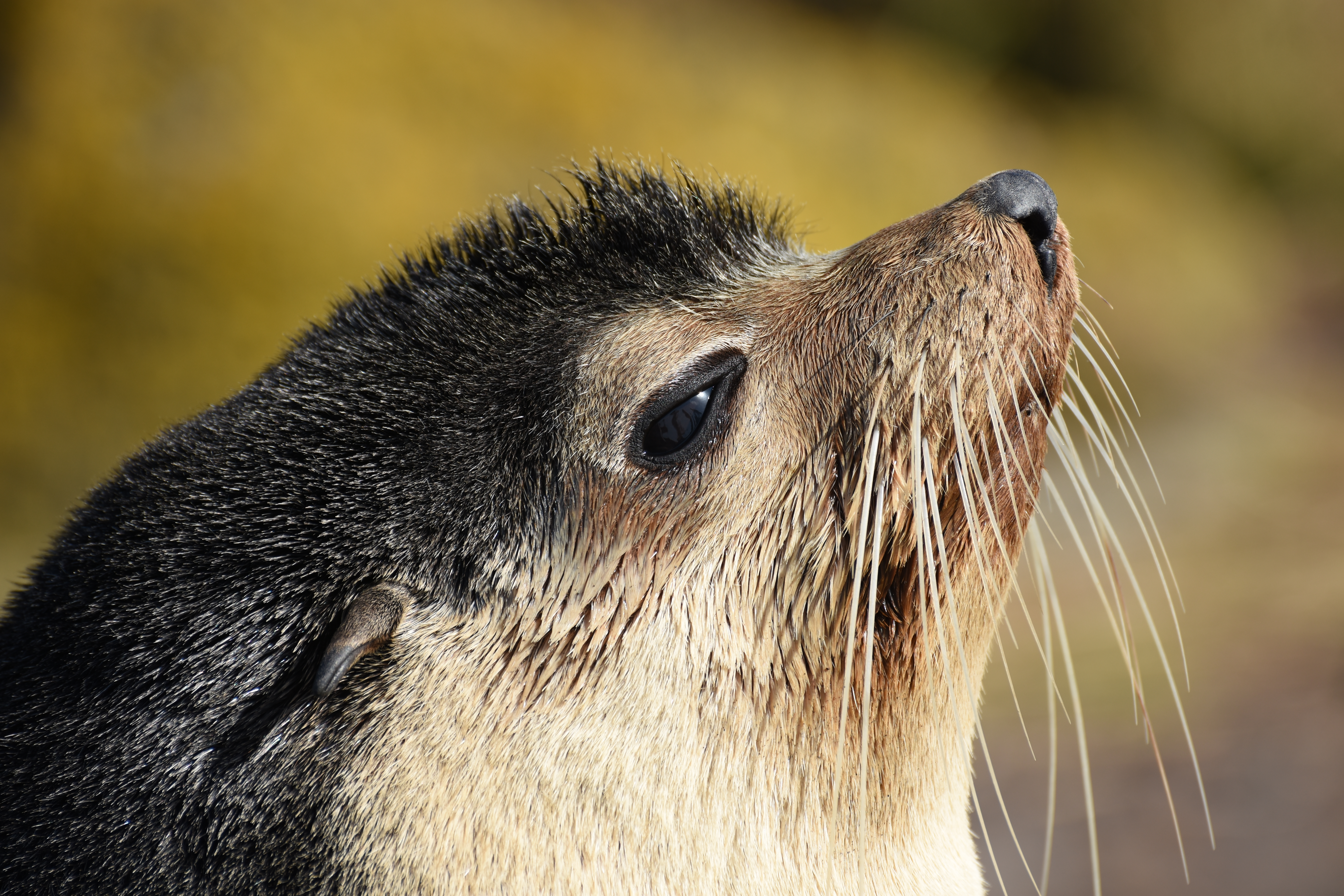
Portrét samce s výraznými dlouhými světlými vibrisy; na tváři je patrný náhlý přechod mezi krémovou a tmavou barvou srsti, který u je u samic jen pozvolný

U druhu je patrný výrazný pohlavní dimorfismus, samci váží cca 3–5× více než samice a jejich těla bývají 1,2–1,3× delší. Samci měří průměrně 1,8 m a jejich váha se pohybuje kolem 130 kg. Průměrná délka samic je 145 cm a jejich váha se pohybuje mezi cca 36–50 kg v závislosti na stupni březosti. Mláďata po narození měří kolem 50–65 cm a jejich váha se pohybuje kolem 3–5 kg. Podobně jako ostatní ploutvonožci, i lachtani jižní mají srst zbarvenou na principu protistínu. Samci mají srst na zádech a kolem kostrče hnědočernou, u subadultních jedinců je spíše tmavě šedá a tmavne až s věkem. Od hrudi směrem k čumáku je jejich srst krémová s občasnými náznaky žluté či oranžové. Nad očima a nad čelem se nachází chomáče delších světlých chlupů vyrůstající z krátké tmavé srsti. U samic bývá srst podobná, hlavní rozdíl je v plynulejším přechodu mezi tmavou a světlejší barvou srsti v oblasti obličeje.
Kondylobazální délka lebky (vzdálenost od mezičelisti až po týlní výběžky) je 206–229 mm, v průměru 217 mm. Čumák je baňkovitého tvaru, krátký a na konci zploštělý. Nozdry směřují dopředu. Vibrisy jsou světlé a velmi dlouhé a dosahují až k hrudi. Dlouhé úzké ušní boltce jsou jen málo výrazné a jejich zašpičatělé konce nejsou pokryté hnědou srstí a lze tak na nich spatřit černou srst. Tmavé oči mají tvar podlouhlé slzy. Zubní vzorec je I 3/2, C 1/1, PC 6/5, tedy 36 zubů. Charakteristickým znakem chrupu jsou prodloužené špičáky. Průměrná délka z dásně vyčuhující části horního špičáku je u samců 21 mm (rozpětí 16–26 mm), u samic 18 mm (rozpětí 16–20 mm).
Končetiny jsou přeměny v ploutve. Přední ploutve jsou krátké a široké a pokrývá je krátká tmavá srst. Každý z pěti prstů je zakončen malým otvorem v kůži, v němž se ukrývá zakrnělý dráp, který pouze ojediněle vyčnívá nad kůži. Zadní ploutve mají na svrchní části pouze nepravidelné černé krátké ochlupení a jejich spodní část je pokryta tmavou kůži úplně bez chlupů.

## Chování a ekologie

### Rozmnožování

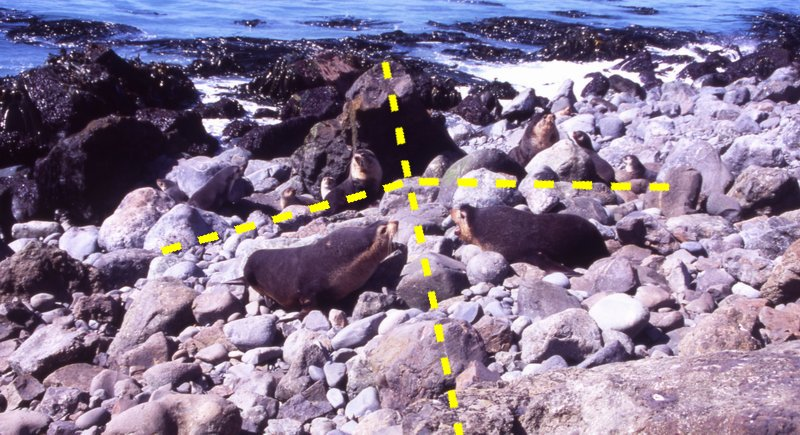
Samci lachtanů jižních na skalnatém břehu Île de la Possession. Žluté přerušované čáry vyznačují domnělé teritoriální hranice, které kopírují přirozeně rozmístěné velké balvany

Podobně jako ostatní ploutvonožci, i lachtani jižní tráví většinu času na moři a na souš přicházejí za účelem páření, vrhu mláďat a výchovy potomků. Jedná se o polygynní druh, tzn. na jednoho samce připadá více samic. Rozmnožování probíhá na zaběhlých stanovištích, na která se lachtani vracejí každý rok. Na pobřeží nejdříve v průběhu října a listopadu dorazí samci, kteří začnou se zakládáním teritorií. O ta se přetahují vokálními projevy, obrannými a útočnými pózami a občasnými fyzickými boji. V průběhu listopadu se postupně ustanoví u samců poměrně jasná hierarchie. Zatímco starší, dominantní samci zaberou pozice ve středních částech vybojovaných teritorií, subdominantní samci (především menší a mladší jedinci) se usadí při teritoriálních okrajích. I když většinu samic z teritoria sexuálně obstarává dominantní samec, i samcům z okraje teritorií se občas podaří dosáhnout kopulace. Teritoria si dokáží vybojovat a udržet pouze ti fyzicky nejzdatnější jedinci, kteří dosáhli věku 10 a více let.
Samice začnou na břeh docházet mezi listopadem až únorem, přičemž vrcholné počty lachtanů jsou na souši v prosinci a lednu. Dychtiví samci se snaží samice udržet na svých teritoriích; na jednoho alfa samce (dominantního samce, který má výhradní právo nad samicemi ve svém harému) většinou připadá 4–12 samic. Samice do několika dní po příchodu na souš porodí mládě, které je výsledkem kopulace v předešlém roce. Samice vrhá pouze jedno mládě, pouze zcela výjimečně může porodit i dvojčata. Krátce po porodu (cca 6–10 dní) vstupuje do estrálního cyklu, který trvá pouze jeden den. Během něj dochází k páření s alfa samcem, případně jinými samci z okrajů harému. U samic dochází k odloženou nidaci, tzn. dojde k oplodnění vajíčka, avšak to se neimplantuje do stěny dělohy hned, ale až za cca 4 měsíce. Od implantance vajíčka dochází k porodům po cca 8 měsících. Od zabřeznutí do porodu tedy uplyne cca 51 týdnů.

#### Mezidruhové křížení
Lachtani jižní sdílí společná stanoviště s lachtany antarktickými na nejméně šesti lokacích. Bylo opakovaně zaznamenáno, jak se lachtani jižní páří s lachtany antarktickými a produkují plodné potomky.
Na ostrov Macquarie dochází k mezidruhovému křížení hned tří druhů, a sice lachtanů jižních, antarktických a Forsterových. Výslední hybridní jedinci jsou do jisté míry plodní, avšak jejich reprodukční úspěšnost je znatelně nižší ve srovnání s tou vnitrodruhovou. Bylo však zjištěno, že hybridní samci nemají problém s ustanovováním teritorií i dlouholetým udržováním vlastní pozice alfa samce. Není tak úplně jasné, proč je jejich výsledná reprodukční úspěšnosti nižší, jako možné vysvětlení se jeví mj. samičí preference nehybridních samců či snížená konkurenceschopnost spermií u hybridních jedinců.

### Výchova mláďat

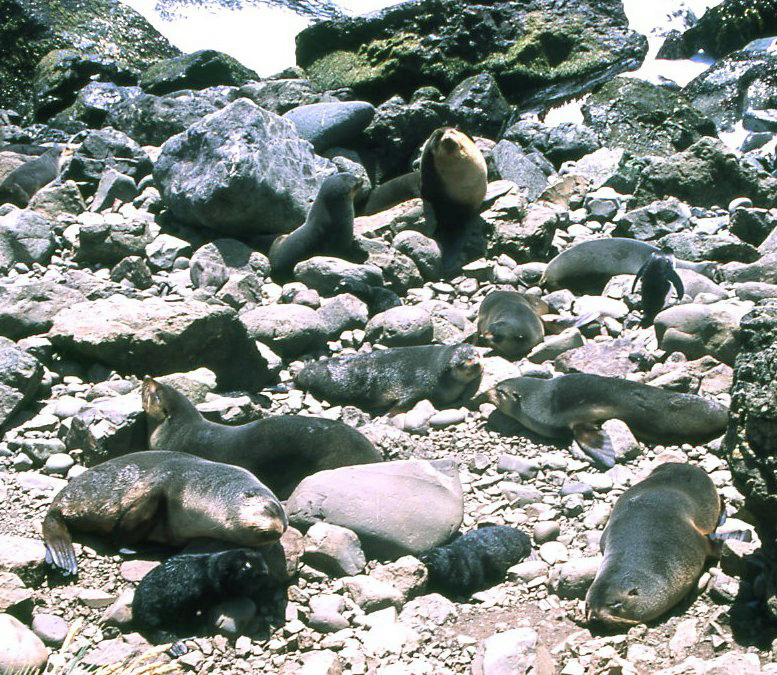
Ukázka typického harému: dominantní samec při horním okraji fotografie dohlíží na ostatní samice, vedle kterých se nachází malá, černě zbarvená mláďata

Od vrhu až do doby páření zůstávají samice na souši se svými potomky. Po páření se však vydávají na svou první lovnou výpravu, aby dohnaly energetické ztráty způsobené vrhem a pářením. U lachtanů jižních dochází k poměrně dlouhé mateřské péči – matky se o svá mláďata starají 10–11 měsíců, čili až takřka do doby dalšího vrhu. Během celé této doby mládě saje mléko. V tomto období zůstává mládě v kolonii, zatímco matka pravidelně odchází na lovné výpravy na moře. Během pobytu na břehu dochází k intenzivní laktaci, tedy výměně energetických zásob, které lachtanice získala během pobytu na moři. Průměrná délka pobytu matky na souši s mládětem je 3–4 dny, průměrná délka pobytu na moři se prodlužuje spolu s věkem mláděte. V létě stráví lachtanice chytáním potravy průměrně 11 dnů, na podzim 14 a v zimě až kolem 23 dnů. Co se týče potápění, tak samice se potápí výhradně v noci. Během léta se potápí do průměrné hloubky 16–19 m (s maximem 100 m) na cca 1 minutu. V zimě jsou ponory o něco hlubší i delší – v chladných měsících dosahuje průměrná hloubka ponorů kolem 29 metrů (maximálně 208 metrů) a průměrná doba ponoru je 1 a půl minuty (maximálně 6 a půl minut). Podrobnosti chování lachtanů jižních na moři nicméně nejsou známy.
Podle výzkumu z ostrova Nový Amsterdam se samice během letních loveckých výprav zdržovaly ve vzdálenosti do cca 600 km od kolonie. Počátkem podzimu se začala délka lovných výprav prodlužovat. Samice se vydávaly do vzdáleností cca 300–900 km, přičemž některé samice se vydaly až do 1200 km vzdálených lovišť. Koncem podzimu byla samice zaznamenána až ve 1600 km vzdáleném lovišti a v zimě až 1800 km od své kolonie. Ostrov Nový Amsterdam se nachází v poměrně teplých vodách (37°50′ j. š.) a drtivá většina loveckých výprav samic tak směřovala do jižních studenějších oceánských oblastí.

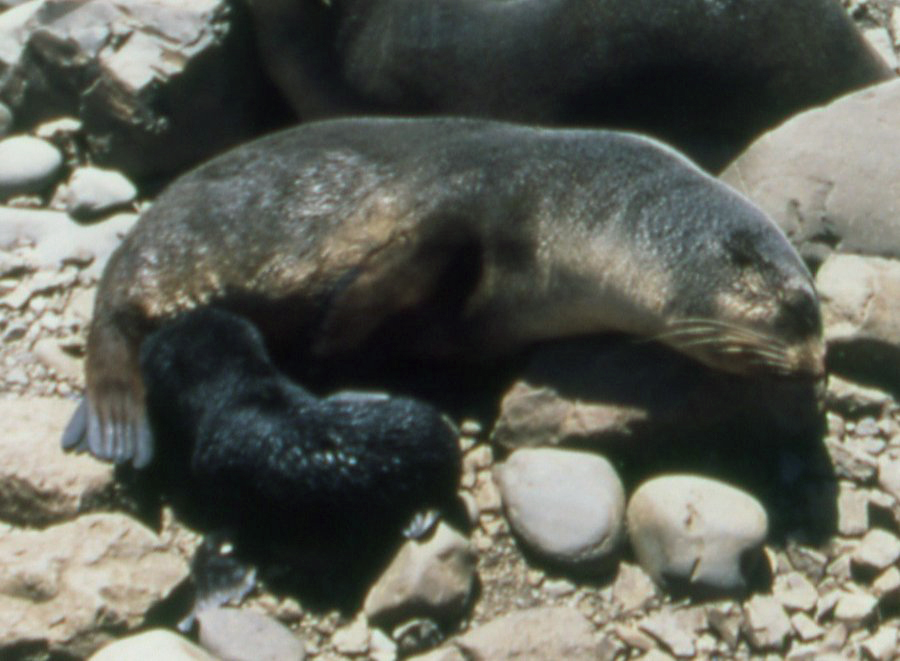
Samice s mládětem sajícím mateřské mléko

Mláďata vstupují poprvé do vody kolem 6 týdnů po narození. Plavat se učí v krytých bazéncích přirozeně se vyskytujících na skalnatých plážích. Do otevřeného oceánu se pouští až ve věku kolem 11 měsíců v době osamostatnění. Úrmtnost mláďat závisí na hustotě zabydlení kolonie. Podle studie z ostrova Marion se úmrtnost mláďat několik týdnů po narození pohybovala kolem 1–11 %; nejnižší byla na řídce osídlených plážích, nejvyšší na hustě osídlených lokalitách. Úmrtnost nicméně bude patrně mnohem vyšší, protože výzkumníci počítali pouze mrtvá mláďata na pláží, a nebrali tak v potaz mláďata, která zahynula na moři nebo jejichž mrtvá těla odnesl příliv.

### Línání a dožití
Někdy od února do dubna dochází u lachtanů k jižních k línání. Během něj zůstávají na břehu.
Samice dosahují pohlavní dospělosti ve věku 4–6 let, samci až ve věku 4–8 let. Plné dospělosti (měřeno délkou pyje, váhou prostaty, varlat a spermií) samci dosahují až kolem 10–11 let. Samice se mohou dožít nejméně 19 let, přírůstkové vrstvy na zubech indikují, že mohou žít dokonce až 23 let a samci až 18 let.

### Potrava

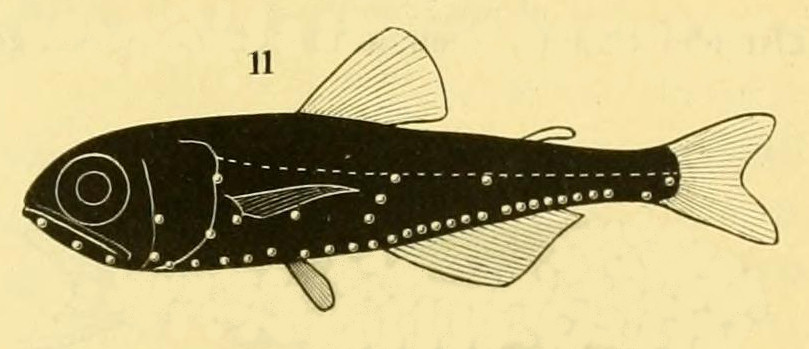
Lampovník plachtoploutvý, častá kořist lachtanů jižních

Hlavní potravu lachtanů jižních tvoří ryby. I když přesné složení jídelníčku se místně liší v závislosti na dostupnosti potravy a geografické lokaci, lachtani jižní nejčastěji loví ryby z čeledi lampovníkovití (Myctophidae). Např. lachtanice z ostrova Nový Amsterdam se v létě krmí především lampovníky plachtoploutvými (Myctophum phengodes), lampovníčky Barnardovými (Symbolophorus barnardi) a lampovníčky australskými (Symbolophorus boops). V zimě lachtanice lovily především lampovníky jižní (Electrona paucirastra).
Potrava lachtanů z ostrova Marion se v zimě skládá hlavně z lampovníků Carlsbergových (Electrona carlsbergi), lampovníků jihooceánských (Electrona subaspera), lampovníků jižních (Metelectrona ventralis) a lampovnic Fraserových (Gymnoscopelus fraseri). V létě se jedná hlavně o lampovnice jihooceánské (Gymnoscopelus piabilis) a lampovníčky Tenisonovy (Protomyctophum tenisoni). Změny jídelníčků lachtanů v průběhu roku jsou ovlivněny sezónním pohybem ryb.
Lachtani nepohrdnou ani jinými druhy ryb, hlavonožci, krilem a tučňáky. Dospělý jedinec sežere kolem 6 kg potravy denně.

### Vokalizace
V době, kdy jsou lachtani na souši, se poměrně často vokálně projevují. Samčí projevy zahrnují štěkot, fňukání, hrdelní výhružná volání a submisivní volání vyjadřující jejich pokoru dominantnímu samci. Samice často vrčí, jako kontaktní volání na své potomky vydávají kvílící truchlivá volání.
Vokalizace je klíčová hlavně mezi samicí a mládětem v době, kdy se samice po několika dnech až týdnech navrací z lovecké výpravy zpět na břeh do lachtaní kolonie, kde musí najít svého potomka mezi stovkami ostatních lachtanů. Výzkum ukázal, že i když mají mláďata v mnoha směrech podobný hlasový projev, jejich nízkofrekvenční, níže položená zvuková linka je unikátní a samice po příchodu na břeh se zaposlouchají a mládě rozpoznají právě díky této unikátní nízko položené charakteristice jejich hlasu.

## Habitat a rozšíření

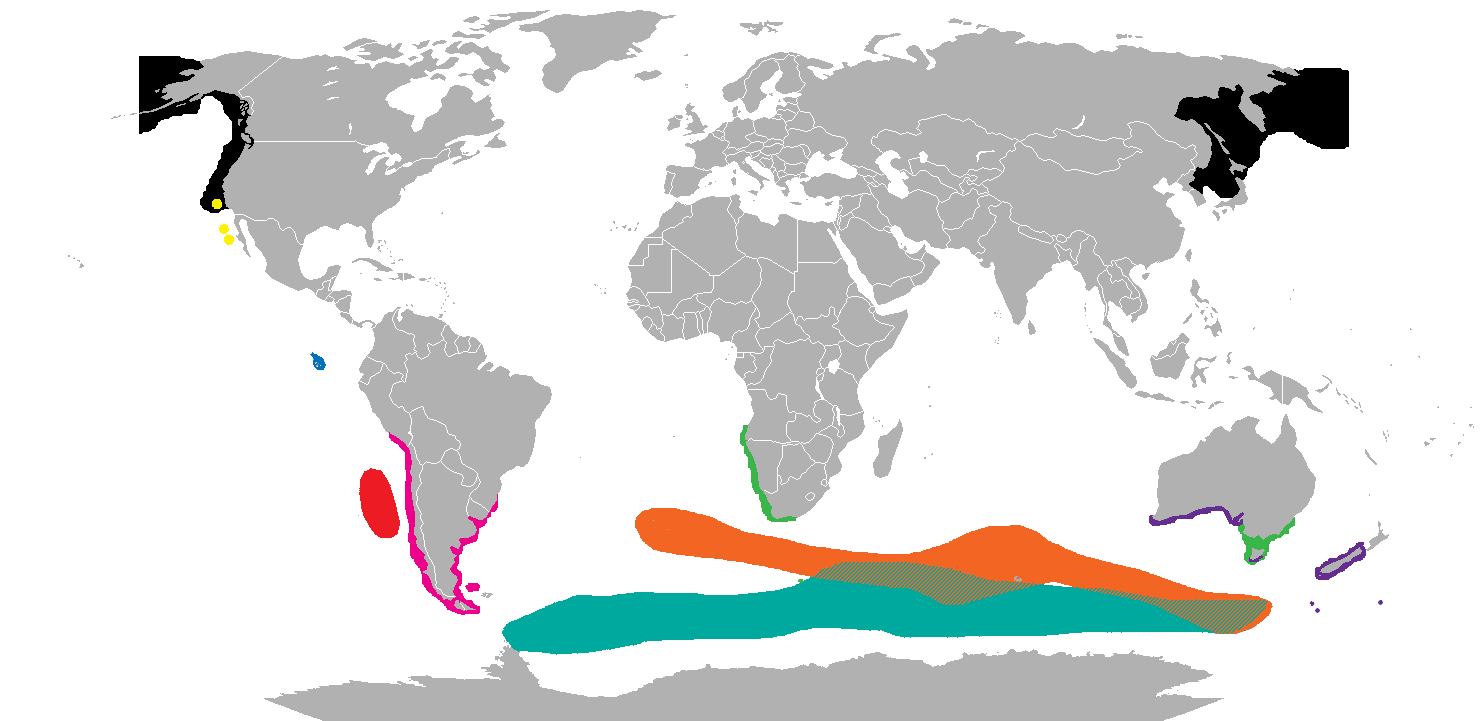
Mapka srovnávající rozšíření zástupců podčeledi Arctocephalinae:
Lachtan medvědí
Lachtan antarktický
Lachtan guadelupský
Lachtan ostrovní
Lachtan galapážský
Lachtan jihoafrický
Lachtan Forsterův
Lachtan jižní
Lachtan jihoamerický

Lachtani jižní jsou hojně rozšíření v jižních částech Atlantiku a Indického oceánu v páse, který na severu pomyslně ohraničují vody kolem jižní Afriky a jižní Austrálie, jižní hranice běžného výskytu jsou zhruba kolem severního cípu Jižního oceánů (60° j. š.). Kolem 95–99 % populace se páří ve třech oblastech, a sice na Goughově ostrově, na Ostrovech prince Edvarda a na ostrově Nový Amsterdam. Menší kolonie se nachází na Crozetových ostrovech, Macquarie, ostrově Svatého Pavla a na ostrovech Tristan da Cunha.
Zatoulaní jedinci byli pozorováni u afrických břehů (ostrovy Mauricius a Rodrigues, Komory, Namibie, Mosambik, Madagaskar, Angola), na Novém Zélandu (Jižní ostrov, Ostrovy Protinožců, Snárské ostrovy), v jižní Austrálii včetně Tasmánie, jižní Americe (Argentina, Brazílie, Chile), Jižní Georgii, Heardově a McDonaldových ostrovech, Bouvetově ostrově i v Antarktidě. Nejedná se o migrační druh; lachtani jižní většinou zůstávají v blízkosti kolonií, kde došlo k jejich narození, nicméně občas se zatoulají i do vzdálenějších kolonií. Např. dva lachtani označkovaní na ostrově Marion se objevili na 3000 km vzdáleném Heardově ostrově.
Přesnější určení velikosti celkové populace je problematické, protože lachtani tráví velkou část života v oceánu a na souši se shlukují do člověku špatně přístupných stanovišť (skryté pláže kolem strmých skal apod.). Dosavadní počty jsou tak pouze odhadovány na základě součtu lachtanů v jedné lokalitě a vydedukování množství zbývající subpopulace. V roce 2008 byla celková velikost populace odhadována na cca 400 000 jedinců.
Na souši lachtani vyhledávají skalnaté pláže se skalními plošinami a velkými balvany. Na ostrově Macquire se pářící jedinci sdružují na skalnatém pobřeží v blízkosti oceánu, zatímco nepářící se lachtani se shlukují dále od pobřeží na travnatých svazích.

## Predátoři a parazité
K hlavním predátorům lachtanů patří kosatky a žraloci. K predaci však dochází spíše příležitostně a počty usmrcených lachtanů mají na celkovou populaci jen minimální vliv.
Co se týče parazitů, tak u mláďat byl zaznamenán roztoč Orthohalarachne diminuata. U dospělých jedinců bývá přítomná tasemnice Phyllobothrium delphin, občas i další druhy jako Monorygma grimaldii nebo Diphyllobothrium sp. V žaludcích parazitují hlístice Anisakis simplex a Contracaecum osculatum.

## Ohrožení a ochrana

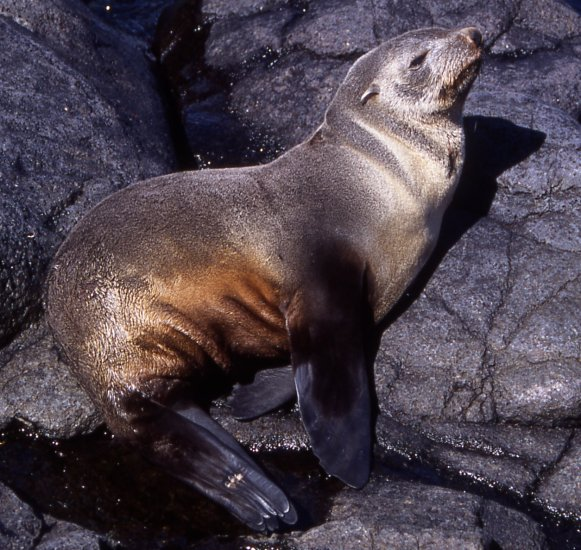
Samice lachtana jižního

Podobně jako ostatní ploutvonožci, i lachtani jižní byli v průběhu 18. a 19. století loveni člověkem na pokraj vyhynutí. Přesná data zabitých lachtanů jižních nicméně chybí a ta existující často míchají všechny zástupce podčeledi Arctocephalinae (v angličtině známí jako fur seals) dohromady (v kontextu záznamů o lachtanech jižních se jedná ještě o lachtany antarktické a novozélandské). Jen mezi lety 1810–1820 bylo na ostrově Macquarie zabito kolem 193 300 lachtanů podčeledi Arctocephalinae. Lovcům lachtanů stačilo pouhých 10 let, aby zcela vyhubili celou tamější kolonii lachtanů jižních. Lachtani se na ostrov vrátili až o více než 100 let později, k prvnímu páření tam došlo v roce 1955. Na ostrově Nový Amsterdam k roku 1875 lovci snížili populaci lachtanů jižních z původních desítek tisíc na pouhých cca 100 kusů. Následkem takřka úplného vymizení lachtanů jižních spolu s malými ekonomickými výnosy začal komerční lov těchto zvířat pomalu utichat. Poslední komerční lov lachtanů jižních proběhl v roce 1921 na ostrovech Prince Edwarda, kdy bylo zabito nejméně 785 jedinců. Po roce 1921 k lovu těchto mořských šelem již nedošlo a populace lachtanů se dokázala zotavit na svou původní velikost. Prakticky všechny ostrovy, kde dochází k páření lachtanů jižních, jsou chráněny jako přírodní rezervace zeměmi, do jejichž jurisdikce tato území patří.
K hlavním novodobým hrozbám lachtanů patří globální oteplování a s ním spojené potenciální změny v dostupnosti potravy. Podobně i komerční rybolov může představovat pro lachtany problém, protože komerční rybářské operace konkurují lachtanům v potravě. Problém může představovat i šíření nemocí. Lachtani jižní prošli efektem hrdla lahve, tzn. byli loveni takřka k vyhynutí a současná početná populace se vyvinula jen z malého počtu jedinců, kteří přežili drastické nájezdy lovců v 18. a 19. století. To vedlo k rapidními snížení genetické diverzity v novodobé populaci. Nízká genetická diverzita souvisí s menší odolností vůči nemocem. Lachtani se shromažďují na malých územích ve velkých počtech, kde jsou natěsnání těsně vedle sebe, což zvyšuje riziko rychlého šíření potenciální nemoci. Jistou ochranu před nemocemi nicméně poskytuje odlehlost místa výskytu lachtanů od zbytku světa. Ke konkrétním příkladům infekční nemoci patří např. plicní infekce, která se potvrdila u mrtvého zatoulaného lachtana v Brazílii, nebo herpetické viry z podčeledi Gammaherpesvirinae.
Další ohrožení představují odpadky v moři, do kterých se lachtani občas zamotají. Podle výzkumu z ostrova Marion se však jedná pouze o minimální množství jedinců (méně než 1 %).
Jelikož lachtanům nehrozí žádné významnější akutní nebezpečí, IUCN druh hodnotí jako málo dotčený. Podle webu Zootierliste.de se lachtan jižní nechová v žádné zoo.